# 日本名作怪談劇場
『日本名作怪談劇場』は、1979年（昭和54年）6月20日から9月12日に東京12チャンネルで放送された怪談ドラマシリーズ。全13回。

## 概要
テレビ東京水曜夜9時枠で放送されていた時代劇の中断期間に制作されていた怪談物語であった。
ホームドラマチャンネル、BSテレビ東京でも、放送されていた。

## スタッフ
- 企画：金子和一郎
- プロデューサー：神山安平（東京12チャンネル）、佐々木康之、大塚貞夫
- 音楽：牧野由多可
- 制作協力：京都映画株式会社
- 製作：東京12チャンネル、歌舞伎座テレビ

## 放送リスト
| 回 | 放送日         | サブタイトル          | 原作（原案）        | 脚本                | 監督                    | キャスト |
| -- | -------------- | --------------------- | ------------------- | ------------------- | ----------------------- | --- |
| 1  | 1979年 6月20日 | 怪談 累ヶ淵           | 三遊亭圓朝          | 安田公義            | 倉田準二                | 深見新五郎：林与一 豊志賀：片桐夕子 深見新左ヱ門：菅貫太郎 宗悦：吉田義夫 三右ヱ門：木田三千雄 お杉：香月京子 お久：植木絵津子 勘蔵：山本一郎 彦兵衛：海老江寛 豊志賀の弟子：小島岩 豊志賀の弟子：加藤正記 丑五郎：美鷹健児 寅吉：東悦次 猪之助：平井靖 |
| 2  | 6月27日        | 怪談 大奥(秘)不開の間 | 宮川一郎            | 宮川一郎            | 中川信夫                | 将軍綱吉：大山勝巳 お妙、滝山：岩井友見 信子の方：雪代敬子 柳沢吉保：御影伸介 右衛門佐：池田幸路 万理小路：永井英代 浦野：松村康世 奥女中花：尾崎弥枝 奥女中路：吉田哲子 お雪の方：八雲景子 奥女中：夏川友美子 奥女中：加藤純子 奥女中：池田昌子 奥女中：中塚智子 奥女中：岩崎美也子 奥女中：藤代朋美 奥女中：中瀬千津子 奥女中：金久陽子 奥女中：溝畑裕美子 奥女中：真田知恵子 奥女中：浜田啓子 奥女中：松田二美代 官軍隊長：藤田まこと(特別出演) |
| 3  | 7月4日         | 四谷怪談              | 下飯坂菊馬 杉江慧子 | 下飯坂菊馬 杉江慧子 | 貞永方久                | 田宮伊右衛門：伊吹吾郎 お岩：八木孝子 伊藤喜兵衛：汐路章 お花：黒須薫 郡右ヱ門：笠原英揮 茂助：重久剛一 秋山長兵衛：藤川準 瞽女：日高綾子 女中：倉谷礼子 侍：伊波一夫 侍：丸尾好広 子供：福山千夏 女房：関照子 夏の物売り：松尾勝人 夏の物売り：木沢雅博 夏の物売り：横井邦彦 津軽三味線演奏：山田五十鈴 |
| 4  | 7月11日        | 怪談 吸血鬼 紫検校    | 柴田敏行            | 柴田敏行            | 柴田敏行                | 紫検校：倉石功 楓：宮井えりな 田村伊織：石田信之 田村主膳：五味龍太郎 松江：中條郷子 妙：榊淳 梢：茜ゆう子 時：亜川ゆみ 戸沢広重：加茂雅幹 良庵：山内八郎 家来：菅野義則 家来：東悦次 家来：松本勝人 家来：美鷹健児 智念：曽我廼家明蝶 |
| 5  | 7月18日        | 怪談 佐賀の怪猫       | 三世 瀬川如皐       | 鈴木兵吾            | 西山正輝                | 磯早豊：緑魔子 磯早豊前：亀石征一郎 龍蔵寺冬：永島暎子 小森半左ヱ門：藤間文彦 龍蔵寺又一郎：平井昌一 鍋島丹後守：岩崎信忠 岩尾重四郎：綾川香 龍蔵寺政：山口朱美 中臈むらさき：鳴尾よね子 茂助：堀北幸夫 老臣：伊波一夫 上使：扇田喜久一 侍：平井清 侍：加藤正記 侍：大坪英二 侍：長坂保 |
| 6  | 7月25日        | 怪談 利根の渡         | 岡本綺堂            | 竹内勇太郎          | 田中徳三 岸井良衛(監修) | 治平：船戸順 お徳：渡辺やよい 平助：左右田一平 お咲：海原小浜 野村彦右衛門：江角英明 野村政次郎：浜田雄史 お信：近江輝子 医者：沖時男 長次：大木ひかり 松蔵：大木こだま 佐助：松尾勝人 お君：岩崎美也子 旅の乳房：諏訪アイ 薬売り：平井靖 大工職人：美鷹健児 旅人：伊波一夫 旅人：扇田喜久一 町人：加藤正記 山伏：東悦次 |
| 7  | 8月1日         | 怪談 玉菊燈籠         | 冬島泰三            | 冬島泰三 杉江慧子   | 倉田準二                | 玉菊：結城しのぶ 樫山源吾、樫山主水正：江木俊夫 おかん：西岡慶子 誰ヶ袖太夫：沢かおり 奈良屋茂左ヱ門：西山嘉孝 巴屋徳兵ヱ：玉村駿太郎 おりき：木島みゆき 斎藤左馬之助：西田良 七之助：島米八 般若の大造：鈴木金哉 中年の女：宮本毬子 丑松：美鷹健児 太鼓持ち：沖時男 町人：伊波一夫 町人：松尾勝人 町人：平井靖 町人：横中盛夫 |
| 8  | 8月8日         | 怪談 夜泣き沼         | 河竹黙阿彌          | 杉江慧子 下飯坂菊馬 | 家喜俊彦                | おつか：新藤恵美 木幡小平次：川地民夫 太九郎：綿引勝彦 染吉：筑波健 座頭：竹中半平衛 坊主：伊波一夫 巡礼：山岸正子 商家の主人：水上杢太郎 子供：近藤健二 子供：岡本将 子供：前田知恵 同心：山野武 捕手：小川正志 捕手：森川元 |
| 9  | 8月15日        | 怪談 牡丹燈籠         | 三遊亭圓朝          | 石井君子 服部佳     | 原田雄一                | お露：佳那晃子 萩原新三郎：佐藤仁哉 伴蔵：小島三児 おみね：三島ゆり子 お米：白石奈緒美 志丈：牧冬吉 良石和尚：竜崎一郎 借金取：深江章喜 飯島平左ヱ門：溝田繁 供侍：東悦次 供侍：扇田喜久一 長屋の子供：岡田柚子 長屋の子供：本田清乃 長屋の子供：豊島昌宏 長屋の子供：衣笠禎樹 |
| 10 | 8月22日        | 怪談 死神             | 宮川一郎            | 宮川一郎            | 西山正輝                | 死神：中村鴈治郎 (2代目) 大工の八五郎：森川正太 上州屋の番頭：若井けんじ おせん：千うらら おかね：柳沢紀子 待乳山の文蔵：高木二郎 信濃屋番頭：植頭実 母親：田村好子 父親：平井靖 娘：真田麻理 越前屋：諸木淳郎 松野屋：橋本和博 米屋：西川ヒデキ 女房：本田敦子 丹邦：福田逸人 手代：美鷹健児 |
| 11 | 8月29日        | 怪談 鰍沢             | 三遊亭圓朝          | 笠原和夫            | 山崎大助                | 新助：清水章吾 お熊：赤座美代子 お花：早瀬久美子 千吉：大島宇三郎 伝三郎：井上博一 喜右衛門：岩城力也 雲水：伊東亮英 女中：人見ゆかり 松蔵：梶山雅一 やくざ：丸尾好広 講中一行：松尾勝人 講中一行：伊波一夫 講中一行：扇田喜久一 講中一行：山本龍二 講中一行：山内八郎 宗次郎：ピーター |
| 12 | 9月5日         | 怪談 奥州安達ヶ原     | 西川清之            | 西川清之            | 鹿島章弘                | 右京：藤巻潤 虫兵ヱ：沢竜二 友音：加山麗子 しほり：原良子 東吾：梅津栄 猿介：横山あきお 左右馬：大石博嗣 段六法師：槙健吾 蟹太：平井靖 梵天：東悦次 野武士：大迫英喜 野武士：木沢雅博 野武士：沢田徹夫 盗賊：美鷹健児 盗賊：松尾勝人 盗賊：扇田喜久一 盗賊：加藤正記 |
| 13 | 9月12日        | 高野聖                | 泉鏡花              | 村尾昭              | 西山正輝                | 宗朝市川左団次 おんな：田中真理 親仁：山岡徹也 百姓：近藤準 薬売り：山本一郎 亭主：曽呂一 茶屋の女：三笠敬子 村人：笹五朗 村人：真田実 村人：椎野誉史緒 村人：豊川里望 百姓：伊波一夫 百姓：兼松喜物治 百姓：田村好子 ナレーター：筑波健 |

## 関連作品
- 怪奇ロマン劇場（1969年、NET・東映制作）
- 日本怪談劇場（1970年、東京12チャンネル・歌舞伎座テレビ室制作）
- 怪談（1972年、毎日放送・歌舞伎座テレビ室制作）
- 怪奇十三夜（1971年、日本テレビ・ユニオン映画制作）